# Statuia „Extaz” din Constanța
Statuia „Extaz” este un monument istoric situat în municipiul Constanța. Figurează pe noua listă a monumentelor istorice sub codul LMI: CT-III-m-B-02953.

## Istoric și trăsături
Statuia „Extaz”  este amplasată pe Bulevardul Tomis, în parcul Teatrului dramatic „Ovidiu". Autor este sculptorul Constantin Baraschi în anul 1962.

## Imagini